# Numero triangolare centrato
Un numero triangolare centrato è un numero poligonale centrato che rappresenta un triangolo con un punto al centro e tutti gli altri attorno, su livelli successivi posti ai lati di triangoli equilateri.
L'immagine seguente mostra la costruzione dei numeri triangolari centrati utilizzando le figure associate: a ogni passaggio, il triangolo precedente (mostrato in rosso) viene circondato da uno strato triangolare di nuovi punti (in blu):
L'{\displaystyle n}-esimo numero triangolare centrato {\displaystyle C_{n}} è dato dalla formula:
{\displaystyle C_{n}={\frac {3n^{2}+3n+2}{2}}}
I primi numeri triangolari centrati sono:
1, 4, 10, 19, 31, 46, 64, 85, 109, 136, 166, 199, 235, 274, 316, 361, 409, 460, 514, 571, 631, 694, 760, 829, 901, 976, 1054, 1135, 1219, 1306, 1396, 1489, 1585, 1684, 1786, 1891, 1999, 2110, 2224, 2341, 2461, 2584, 2710, 2839, 2971.
Fra questi sono anche primi i numeri: 19, 31, 109, 199, 409, 571, 631, 829, 1489, 1999, 2341, 2971. Ogni numero triangolare centrato dal 10 in poi è la somma di tre numeri triangolari regolari consecutivi. Inoltre, ogni numero triangolare centrato ha resto 1 se diviso per tre e il quoziente è il numero triangolare regolare precedente.
Sommando i primi {\displaystyle n} numeri triangolari centrati si ottiene la costante di un quadrato magico di lato {\displaystyle n} (con {\displaystyle n>2}).